# ردپایه (الکترونیک)

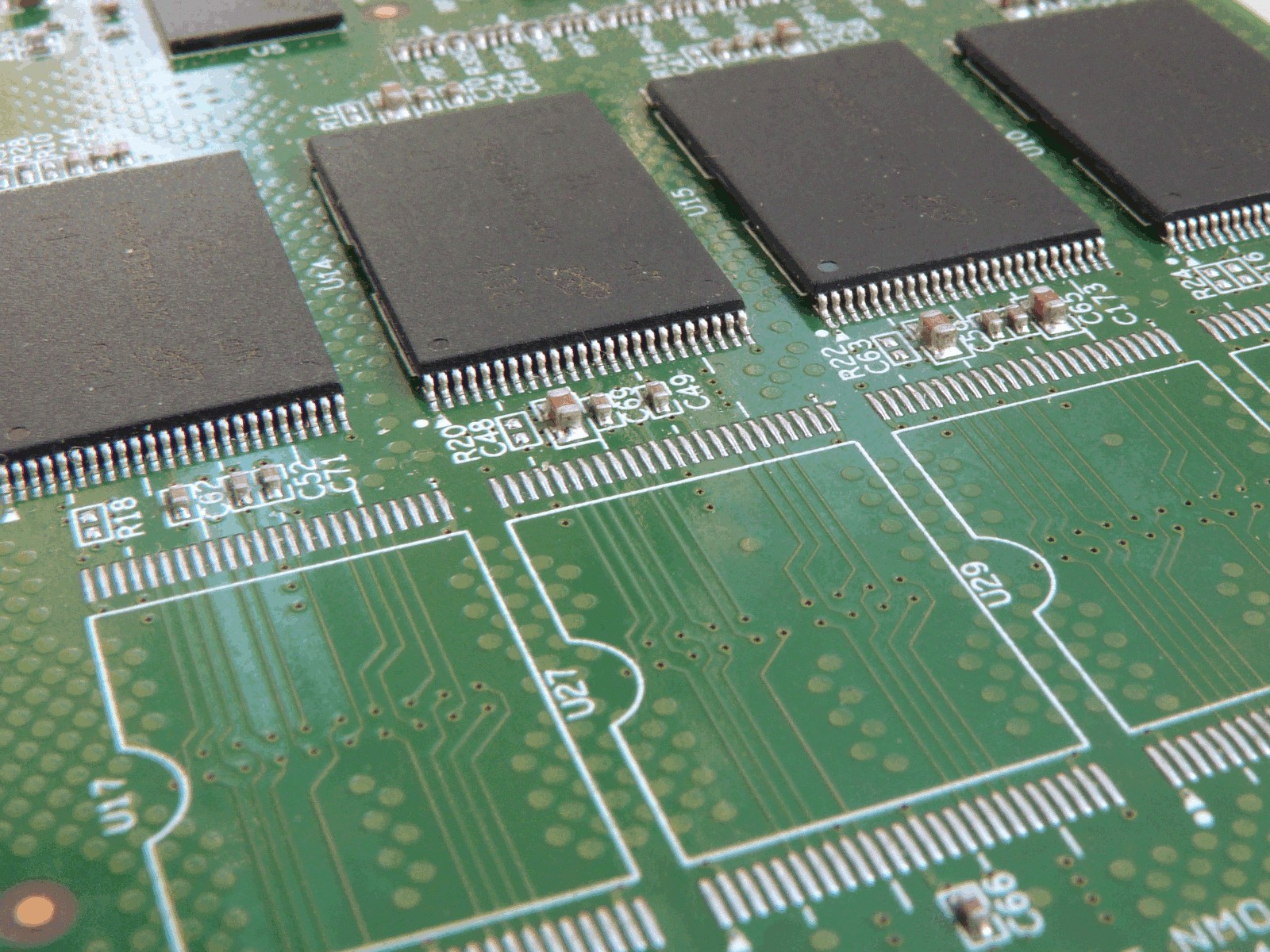
الگوهای کفه TSOP جازده‌شده (عقب) و جانزده (جلو) روی برد مدار چاپی.

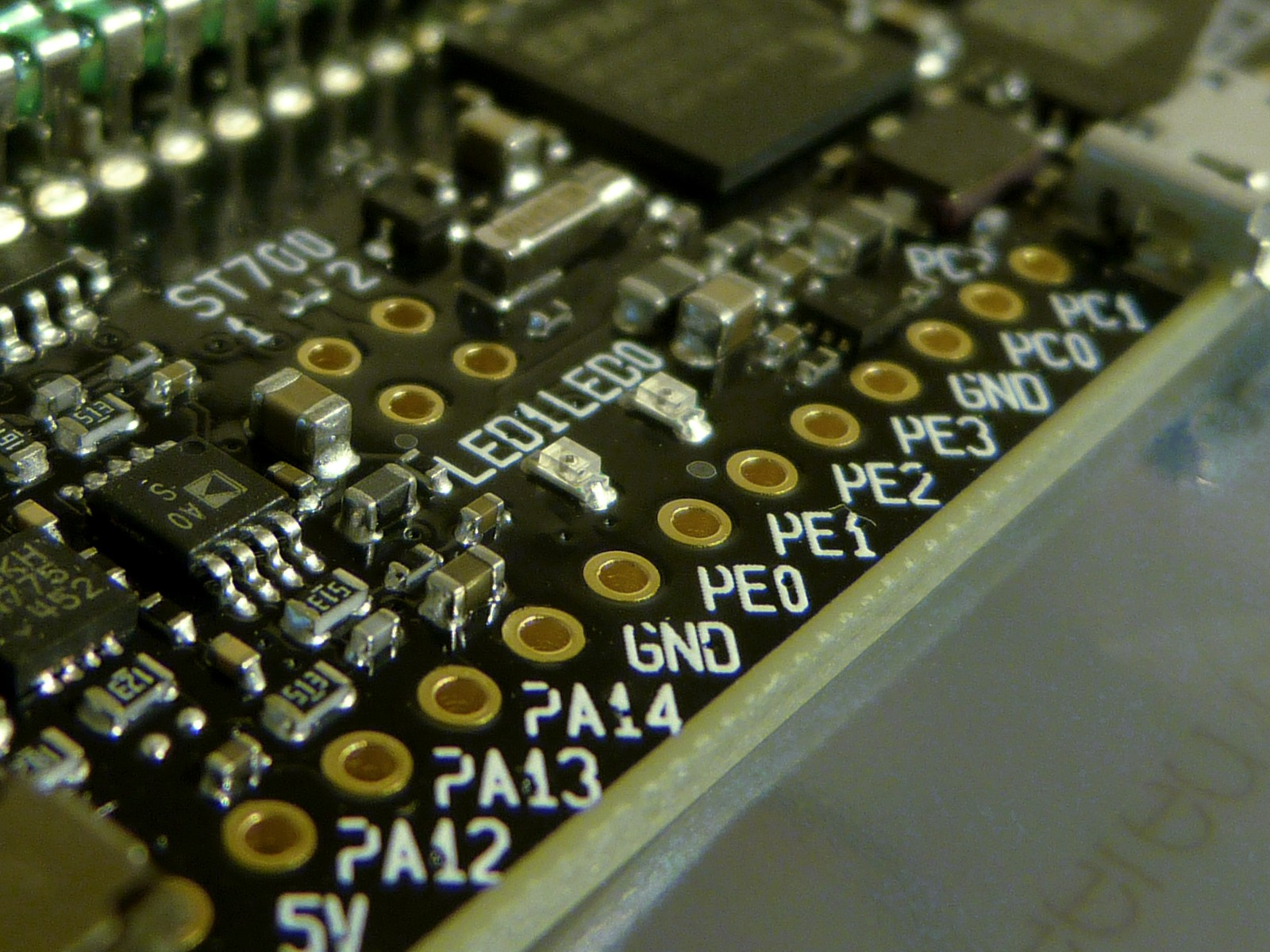
ردیفی از تمام-سوراخ‌ها که به‌عنوان ردپایهٔ یک هدر پین عمل می‌کنند.

ردپایه یا الگوی کفه (به انگلیسی: land pattern) یا فُوت‌پرینت (به انگلیسی: footprint)، چیدمان پدها (در فناوری نصب-سطحی) یا تمام-سوراخ‌ها (در فناوری تمام-سوراخ) است که برای اتصال فیزیکی و اتصال الکتریکی یک قطعه به برد مدار چاپی استفاده می‌شود. الگوی کفه روی یک برد مدار با چیدمان پایه‌ها روی یک قطعه مطابقت دارد.
سازندگان قطعات اغلب انواع مختلفی از محصول سازگار-پین تولید می‌کنند تا به یکپارچه‌گرهای سامانه‌ها اجازه‌دهند تا اجزای مورد استفاده را بدون تغییر ردپایهٔ روی برد مدار تغییر دهند. این می‌تواند صرفه جویی زیادی در هزینه برای یکپارچه‌گرها ایجاد کند، به خصوص با قطعات متراکم بی‌جیی‌ای که در آن پدهای ردپایه ممکن است به چندین لایه از برد مدار متصل شوند.
بسیاری از فروشندگان قطعات، از جمله تگزاس اینسترومنتز و CUI، ردپایه‌ای برای قطعات خود ارائه می‌دهند. منابع دیگر عبارتند از کتابخانه‌های شرکت‌های دیگر، مانند SnapEDA.